# Lijst van rijksmonumenten in Neeritter
De plaats Neeritter telt 24 inschrijvingen in het rijksmonumentenregister. Hieronder een overzicht.
| Object | Oorspronkelijke functie?  | Bouwjaar                         | Architect | Locatie                | Coördinaten?                 | Nr.?  | Afbeelding |
| --- | ------------------------- | -------------------------------- | --------- | ---------------------- | ---------------------------- | ----- | --- |
| Eenvoudig huis. Eenvoudig snijraam boven de ingang | Woonhuis                  | eerste kwart 19e eeuw            |           | Bosstraat 5            | 51° 9' 45" NB, 5° 48' 10" OL | 22842 | Eenvoudig huis. Eenvoudig snijraam boven de ingang                                                                                                  |
| Huis met verdieping onder een zadeldak evenwijdig aan de straat, ingang in hardsteen, hardstenen vensterdorpels en consoles onder de daklijst                                                                  | Woonhuis                  | laatste helft 19e eeuw           |           | Bosstraat 3            | 51° 9' 44" NB, 5° 48' 10" OL | 22843 | Huis met verdieping onder een zadeldak evenwijdig aan de straat, ingang in hardsteen, hardstenen vensterdorpels en consoles onder de daklijst       |
| Herenhuis met zadeldak en brede rechtafgedekte voorgevel. Vormt een geheel met het buurnummer 25 | Woonhuis                  | eerste kwart 19e eeuw            |           | Bosstraat 23           | 51° 9' 46" NB, 5° 48' 6" OL  | 22844 | Herenhuis met zadeldak en brede rechtafgedekte voorgevel. Vormt een geheel met het buurnummer 25                                                    |
| Herenhuis met zadeldak en brede rechtafgedekte voorgevel, waarin rechts een koetspoort. Ingang in rechthoekige geprofileerde omraming van hardsteen                                                            | Woonhuis                  | eerste kwart 19e eeuw            |           | Bosstraat 25           | 51° 9' 47" NB, 5° 48' 6" OL  | 22845 | Herenhuis met zadeldak en brede rechtafgedekte voorgevel, waarin rechts een koetspoort. Ingang in rechthoekige geprofileerde omraming van hardsteen |
| Hoog huis met zadeldak tussen zijpuntgevels met vlechtingen. Voorgevel later gepleisterd | Woonhuis                  | 18e of eerste helft 19e eeuw     |           | Driessensstraat 7      | 51° 9' 49" NB, 5° 48' 12" OL | 22846 | Meer afbeeldingen |
| Huis met brede voorgevel, vlak afgedekt doch met schuine zijdelingse aanlopen, voorzien van vlechtingen. Ingang met rechthoekige omraming van hardsteen. Benedenvensters met hardstenen onder- en bovendorpels | Gezondheidszorg           |                                  |           | Driessensstraat 9      | 51° 9' 50" NB, 5° 48' 13" OL | 22847 | Meer afbeeldingen |
| Huis met zadeldak, evenwijdig aan de straat en koetspoort | Kerk en kerkonderdeel     |                                  |           | Driessensstraat 23     | 51° 9' 51" NB, 5° 48' 15" OL | 22848 | Huis met zadeldak, evenwijdig aan de straat en koetspoort                                                                                           |
| Boerderij, zadeldak evenwijdig aan de straat. Aan de straat een wagenpoort en een, gedeeltelijk dichtgemetselde poort van de voormalige potstal                                                                | Boerderij                 | 18e-19e eeuw                     |           | Driessensstraat 27     | 51° 9' 52" NB, 5° 48' 17" OL | 22849 | Meer afbeeldingen |
| Boerderij. Woonhuis met zadeldak in het verlengde van nr 27. Segmentboogvensters. Opzij tussen woonhuis en schuur is de binnenplaats afgesloten door een muur met poortpijlers                                 | Boerderij                 |                                  |           | Driessensstraat 29     | 51° 9' 52" NB, 5° 48' 17" OL | 22850 | Meer afbeeldingen |
| Huisje met zadeldak evenwijdig aan de straat. Ankers A 18 | Woonhuis                  |                                  |           | Driessensstraat 35     | 51° 9' 53" NB, 5° 48' 19" OL | 22851 | Meer afbeeldingen |
| Huis met verdieping en wolfdak, vroeger een geheel met nr 35. Voorgevel later gepleisterd | Woonhuis                  | 19e eeuw                         |           | Driessensstraat 37     | 51° 9' 53" NB, 5° 48' 19" OL | 22852 | Huis met verdieping en wolfdak, vroeger een geheel met nr 35. Voorgevel later gepleisterd                                                           |
| Huis met zadeldak evenwijdig aan de straat. Voorgevel met tandlijst | Woonhuis                  | 19e eeuw                         |           | Driessensstraat 39     | 51° 9' 54" NB, 5° 48' 20" OL | 22853 | Meer afbeeldingen |
| Pand met zadeldak evenwijdig aan de straat. In de straatgevel een houten tweelichtkozijn, ten dele dichtgemetselde poort naar de voormalige potstal en wagenpoort                                              | Boerderij                 | 18e eeuw                         |           | Driessensstraat bij 39 | 51° 9' 54" NB, 5° 48' 20" OL | 22854 | Meer afbeeldingen |
| Boerderij. Zadeldak evenwijdig aan de straat. Straatgevel met ankerjaartal en wagenpoort | Boerderij                 | 1773                             |           | Driessensstraat 43     | 51° 9' 54" NB, 5° 48' 21" OL | 22855 | Meer afbeeldingen |
| Huis met van een tandlijst voorziene voorgevel. Onder een zadeldak in het verlengde van nr 43 | Woonhuis                  | 19e eeuw                         |           | Driessensstraat 45     | 51° 9' 55" NB, 5° 48' 21" OL | 22856 | Meer afbeeldingen |
| Hoog huis met zadeldak tussen topgevels met vlechtingen | Boerderij                 | 18e eeuw                         |           | Driessensstraat 6      | 51° 9' 48" NB, 5° 48' 13" OL | 22857 | Meer afbeeldingen |
| Huis met schilddak, houten kozijnen en ankerjaartal. Aansluitend een lagere poortvleugel | Woonhuis                  | 1707                             |           | Driessensstraat 10     | 51° 9' 49" NB, 5° 48' 14" OL | 22858 | Huis met schilddak, houten kozijnen en ankerjaartal. Aansluitend een lagere poortvleugel                                                            |
| Huis met verdieping onder een zadeldak evenwijdig aan de straat tussen twee koetspoorten | Woonhuis                  |                                  |           | Driessensstraat 24     | 51° 9' 51" NB, 5° 48' 17" OL | 22859 | Huis met verdieping onder een zadeldak evenwijdig aan de straat tussen twee koetspoorten                                                            |
| Boerderij. Zadeldak evenwijdig aan de straat. Straatgevel o.a. met poort naar de voormalige potstal en wagenpoort. Opzij, tussen het hoofdgebouw en een kleine bedrijfsvleugel, twee poortpijlers              | Boerderij                 | 18e-19e eeuw                     |           | Driessensstraat 30     | 51° 9' 52" NB, 5° 48' 19" OL | 22860 | Meer afbeeldingen |
| Huis met aan de straat een brede topgevel met vlechtingen | Woonhuis                  | 19e eeuw                         |           | Gasthuisstraat 1       | 51° 9' 47" NB, 5° 48' 12" OL | 22861 | Huis met aan de straat een brede topgevel met vlechtingen                                                                                           |
| Voormalig Gasthuis | Woonhuis                  | 16e eeuw (?)                     |           | Gasthuisstraat 3       | 51° 9' 47" NB, 5° 48' 12" OL | 22862 | Voormalig Gasthuis |
| St. Lambertuskerk. Westtoren met bovenbouw en bekroning uit 1842 | Kerk en kerkonderdeel     | 14e eeuw (kerk) 13e eeuw (toren) |           | Molenstraat 2          | 51° 9' 48" NB, 5° 48' 18" OL | 22863 | Meer afbeeldingen |
| Armenmolen | Industrie- en poldermolen | 1686                             |           | Molenstraat 12         | 51° 9' 49" NB, 5° 48' 23" OL | 22864 | Meer afbeeldingen |
| Huis met zadeldak, lagere zijvleugel met koetspoort | Woonhuis                  | 1841 (ankerjaartal)              |           | Vijverbroekstraat 14   | 51° 9' 48" NB, 5° 48' 25" OL | 22865 | Upload foto |